# Ludwig Ritter von Tutschek
Ludwig Ritter von Tutschek, geboren als Ludwig Tuschek (München, 24 januari 1864 - aldaar, 9 november 1937), maar op 21 september 1914 in de adelstand verheven, was een Beiers aristocraat en militair. Hij bracht het tot de rang van luitenant-generaal, die hem bij zijn afscheid in 1920 werd toegekend. De Duitse keizer verleende hem voor de Eerste Wereldoorlog de IVe Klasse in de Orde van de Rode Adelaar.  Op 3 februari 1917 werd hij bevorderd tot de IIe Klasse met de Zwaarden.
Op 20 mei 1913 werd Ludwig Tutschek tot kolonel benoemd met het commando over het 15e Bayerischen Infanterie-Regiment „König Friedrich August von Sachsen“ in Neuburg an der Donau. Aan het hoofd van deze troepen onderging kolonel Tutschek  bij Badonviller aan het Westfront zijn vuurdoop.  Bij Badonviller traden de Duitse troepen bijzonder wreed op, het dorp werd platgebrand.
De Beierse troepen vermoordden 12 burgers, twee Franse gewonden van het 358e regiment infanterie liet men levend verbranden in de stal van het station en de vrouw van de burgemeester, Mme. Benoit, werd samen met 12 vrouwen en meisjes gefusilleerd op het marktplein. 
Ludwig Tuschek verwierf tijdens deze Duitse opmars door Frans gebied het IJzeren Kruis IIe Klasse.
In 1914 vocht hij ook bij Saint-Avold. Op 8 april 1915 werd hij, inmiddels een Beiers edelman, tot generaal-majoor bevorderd. In mei 1915 werd hij onder generaal Krafft von Dellmensingen stafofficier in het nieuw gevormde Alpenkorps. Uit deze elite-eenheid kwamen de Duitse 'Gebirgstruppen' voort. In juli 1916 sneuvelde zijn zoon bij Verdun
In het voorjaar van 1917 verving v. Tutschek generaal Krafft von Dellmensingen als bevelhebber van het Alpenkorps. Vanaf 1917 was hij als generaal-majoor de bevelhebber van het Alpenkorps, speciaal opgeleide bergtroepen. Hij ging in 1920 met pensioen. Ook zijn zoon uit een tweede huwelijk sneuvelde. Hij viel in september 1942 bij Kelkolowo aan het oostfront.

## Militaire loopbaan
- Driejarige vrijwilliger: 1 oktober 1881[3]
- Portepée-fähnrich: 18 mei 1882[3]
- Sekondeleutnant: 22 december 1883[3]
- Premierleutnant: 13 juni 1892[3]
- Hauptmann: 12 augustus 1898[3]
- Major: 8 maart 1907[3]
- Oberstleutnant: 3 maart 1911[3]
- Oberst: 20 mei 1913[3]
- Generalmajor: 8 april 1915[3]
- Generalleutnant: 20 januari 1920 (karakter)[3]

## Onderscheidingen
Voor zijn frontdienst in Zuid-Tirol en in de bergen van Servië werd v. Tutschek meervoudig onderscheiden.
- Het IJzeren Kruis IIe Klasse 22 december 1914
- Het IJzeren Kruis Ie Klasse 26 april 1915
- De Orde van de Rode Adelaar IIe Klasse met de Zwaarden 3 februari 1917
- De Orde Pour le Mérite 8 december 1917[4]
- Ridder in de Militaire Max Jozef-Orde  21 september 1914. Deze decoratie maakte van hem een edelman.
- Commandeur in de Militaire Max Jozef-Orde  24 oktober 1917[3]
- De Orde van Militaire Verdienste IIe Klasse met ster en zwaarden 29 januari 1917
- Commandeur der Ie Klasse in de Albrechtsorde van Saksen met de Zwaarden 23 december 1914
- Het Erekruis van de Orde van de Griffioen van Mecklenburg.
- Het Kruis voor Militaire Verdienste IIe Klasse  met de Oorlogsdecoratie (Österreichisches Militärverdienstkreuz II. Klasse mit der Kriegsdekoration) 9 oktober 1915
- De Orde van de IJzeren Kroon IIe Klasse met de Oorlogsdecoratie 13 december 1917